# Le Cœur révélateur
Le Cœur révélateur (The Tell-Tale Heart) est une nouvelle publiée par Edgar Allan Poe en 1843.

## Résumé
Le Cœur révélateur est un récit écrit à la première personne dont le narrateur s'efforce de convaincre le lecteur de sa lucidité et de sa rationalité, mais qui souffre d'un mal qui « aiguise ses sens ». Le vieil homme avec lequel il vit a un « œil bleu pâle, avec une taie dessus », un œil de « vautour », qui cause tant de souffrance au narrateur qu'il décide de l'assassiner. Le narrateur insiste sur la prudence avec laquelle il a commis le meurtre pour montrer qu'il ne peut être tenu pour fou. Pendant sept nuits, il ouvre la porte de la chambre du vieil homme, action qui lui prend une bonne heure. Toutefois, à chaque fois, l'œil de vautour du vieil homme demeure fermé, ce qui l'empêche « d'accomplir l'œuvre ».
La huitième nuit, le vieil homme se réveille et s'assied sur son lit tandis que le narrateur effectue son rituel nocturne. Plutôt que de reculer, celui-ci décide, au bout d'un moment, d'entrouvrir sa lanterne. Un rai de lumière éclaire précisément l'œil du vieil homme, révélant qu'il est grand ouvert. Percevant alors les battements du cœur du vieil homme, animé par la terreur, il décide de frapper : il saute sur le vieil homme en poussant un hurlement, le jette sur le parquet et renverse le lit sur lui. Puis il dépèce sa victime et dissimule les morceaux sous le plancher.
Toutefois, un voisin, ayant entendu un cri, a alerté la police. Le narrateur invite les trois officiers qui se présentent à sa porte à fouiller, bien convaincu qu'ils ne trouveront rien. Il leur affirme que le vieil homme est en voyage et montre que ses trésors sont toujours à leur place. Sûr de lui, il leur apporte des chaises, et chacun s'assied dans la chambre du vieil homme, juste au-dessus de l'emplacement où le corps a été enfoui.
Alors qu'il se sent de plus en plus à son aise, le narrateur commence à entendre un bruit faible, qui devient de plus en plus fort. Il en arrive à la conclusion que c'est le battement de coeur du vieil homme, sous les planches, plutôt que d'admettre que c'est celui de son propre cœur. Les officiers semblent ne pas avoir remarqué ce bruit. Pourtant, bouleversé par le battement constant du cœur et persuadé que les officiers l'entendent aussi bien que lui, le narrateur finit par avouer le meurtre du vieil homme et leur explique où est dissimulé le cadavre.

## Éditions
Cette nouvelle est parue pour la première fois dans une revue de Boston dirigée par James Russell Lowell, The Pioneer, en janvier 1843. Poe en a reçu dix dollars. L'édition originale comprend une épigraphe tirées d'un poème de Henry Wadsworth Longfellow, A Psalm of Life. L'histoire est légèrement revue et rééditée le 23 août 1845 dans le Broadway Journal. Dans cette édition, l'épigraphe a été supprimée car, selon Poe, il s'agissait d'un plagiat. Le Cœur révélateur a connu de nombreuses autres réimpressions depuis la mort de Poe, notamment aux éditions Folio.
Elle a été traduite en français par Charles Baudelaire et figure parmi les textes des Nouvelles histoires extraordinaires.
La nouvelle figure aussi dans Shining in the Dark, anthologie de nouvelles fantastiques et de science-fiction parue en 2017.

## Adaptations
- 1914 : La Conscience vengeresse (The Avenging Conscience : or, 'Thou Shalt Not Kill') de D. W. Griffith
- 1928 : The Telltale Heart de Charles Klein (photographie de Leon Shamroy)
- Le Cœur révélateur, un court métrage issu du film Histoires extraordinaires réalisé par Jean Faurez en 1949.
- Cette nouvelle a été adaptée pour le grand écran en 1941 par Jules Dassin et en 1953 par la United Productions of America.
- Le groupe de noisy-folk Narrow Terence a mis en musique une partie du texte sur son album Low Voice Conversation.
- Le film Tell tale sorti en 2010 est une adaptation cinématographique de la nouvelle d'Edgar Allan Poe.
- En 1976 le groupe The Alan Parsons Project sort l’album Tales of Mystery and Imagination avec le titre 'The Tell-Tale Heart'
- En 2013, Thierry et Philippe Schmit adaptent la nouvelle d'Edgar Allan Poe avec Ludovic Daxhelet dans leur court métrage L'Œil du vautour.

## Dans la culture populaire
- Dans Les Simpson, plus précisément dans l'épisode La Rivale de Lisa, le personnage d'Allison Taylor fabrique une maquette de la maison présente dans la nouvelle de Poe. Plus tard, alors que Lisa a cachée la vraie maquette d'Allison sous le parquet pour la remplacer par un cœur de bœuf, afin de lui faire perdre le "Diorama-rama", elle entend les battements du cœur de cette dernière, tout comme le narrateur dans la nouvelle.
- L'épisode Un bruit Insupportable de Bob l'éponge parodie la nouvelle : Le Capitaine Krabs enlève les chaussures de Bob et les cache. Seulement plusieurs jours plus tard, il devient fou et entend le bruit des bottes partout où il va. A bout de nerfs, il finit par avouer qu'il a volé les bottes et les a cachées sous le plancher.
- La série Netflix «  La Chute de la maison Usher » s’inspire des nouvelles d’Edgar Allan Poe. L’épisode 5, « Le cœur révélateur » reprend la nouvelle.